# Mechanisch-biologische Abfallbehandlungsanlage
Eine mechanisch-biologische Abfallbehandlungsanlage (MBA), auch mechanisch-biologische Vorbehandlungsanlage oder stoffspezifische Abfallbehandlung, ist eine Müllsortier- und -behandlungsanlage für Abfälle aus Haushalten und Unternehmen (Hausmüll oder hausmüllähnliche Gewerbeabfälle). Die Gliederung der Abfälle erfolgt in Europa nach einem Abfallartenkatalog mit mehr als 600 Abfallarten.

## Allgemeines
Ziel der Abfallbehandlung generell ist es, das bei der Produktherstellung, beim Produktgebrauch und -verbrauch „abfallende“ Material so zu behandeln, dass die darin enthaltenen Stoffe keine oder eine möglichst geringe Beeinträchtigung des Lebens auf der Erde bewirken. Um dieses Ziel zu erreichen, wird der beim Abfallerzeuger (Haushalt, Unternehmen, öffentliche Einrichtung) angefallene Abfall durch ein Entsorgungsunternehmen gesammelt, zur Abfallbehandlung transportiert und dort je nach Abfallart physikalisch, chemisch und/oder biologisch (vor-)behandelt. „Vor-“ im Wort Vorbehandlung deutet auf die Behandlung vor der endgültigen Beseitigung, Behandlung oder Verwertung.
Hausmüll ist durch einen hohen Anteil an organischer Substanz gekennzeichnet („Organik“). Dieser liegt je nach Siedlungsstruktur(Land/Stadt), der sozioökonomischen und kulturellen Gegebenheiten (Unterschiede zwischen Regionen und Ländern) sowie der gewählten Untersuchungsmethode und Gliederung der Abfallart „Hausmüll“ in verschiedene Abfallfraktionen zwischen 30 und 60 %. Weitere Hauptfraktionen des Hausmülls sind Glas, Papier, Kunststoffe (ggf. weiter untergliedert) etc.

## Ziele einer mechanisch-biologischen Abfallbehandlung
Die Ziele einer mechanisch-biologischen Abfallbehandlung sind
1. das Volumen der zu deponierenden Abfälle zu vermindern und damit das benötigte Deponievolumen zu schonen bzw. die Deponielaufzeiten zu erhöhen,
2. die biologische Aktivität des organischen Anteils im Hausmüll soweit herabzusetzen, dass auf der Deponie möglichst geringe Mengen an (klimaschädlichem) Deponiegas unkontrolliert entweichen kann,
3. die Menge an Schadstoffen, die mit dem Sickerwasser ins Grundwasser gelangen würde oder in einer Sickerwasserreinigungsanlage („geordnete Deponie“ mit Abdichtungssystemen) behandelt werden müsste, auf ein Mindestmaß zu reduzieren,
4. den Anteil des zu verbrennenden Abfalls zu verringern oder ganz zu vermeiden, wenn eine Abfallverbrennung politisch oder organisatorisch nicht realisierbar ist.

### Politische Diskussion
Ein Konsens darüber, ob der Einsatz einer mechanisch-biologischen Abfallbehandlungsanlage im Rahmen eines Abfallwirtschaftssystems sinnvoll ist oder nicht, kann nur auf der Grundlage einer abfallwirtschaftlichen Rahmenplanung für das jeweilige Entsorgungsgebiet getroffen werden, da neben technischen Kriterien auch politische (gesellschaftliche Beurteilung der Behandlungsalternativen) und organisatorische (Betreiber, Finanzierung, Gebühren etc.) Gesichtspunkte herangezogen werden müssen. In Deutschland ist die Entscheidung hierüber in den letzten Jahren gefallen. Insgesamt werden 46 Anlagen mit MBA-Technologie betrieben (Stand: September 2009). Neben dem technischen Verfahrenskonzept der „klassischen“ MBA zählen hierzu auch die Mechanisch-Biologische Stabilisierung (MBS) und die Mechanisch-Physikalische Stabilisierung (MPS).

## Verfahrensschritte einer mechanisch-biologischen Abfallbehandlungsanlage
1. Der Hausmüll wird nach einer groben Vorsichtung zerkleinert.
2. Durch Siebung wird das Schreddergut in mehrere Stoffströme („Fraktionen“) geteilt. Zerkleinerung und Teilung der Stoffströme können je nach Zerkleinerungstechnik auch in einem Schritt zusammengefasst sein. Schritt 1 und 2 bilden im Wesentlichen den mechanischen Teil der MBA.
3. Der Hauptanteil der organischen Substanz findet sich nach Zerkleinerung und Siebung in der „Feinfraktion“ (meist Korngröße < 40 mm).
4. In der „Grobfraktion“ (meist Korngröße > 40 mm) befinden sich Folien, Papier, Hartkunststoffe, Holz, Windeln, Schuhe etc. Durch Ballistik werden Grob, Schwer- und Störstoffe ausgeschleust, die separat entsorgt werden und eine sog. „heizwertangereicherte“ Leichtfraktion (HwF) oder „hochkalorische“ Fraktion (HKF) gewonnen. Diese Fraktion soll als Brennstoff für sog. „Hochkalorische Kraftwerke“ (EBS-Kraftwerke) dienen.
5. Die Feinfraktion wird zum biologischen Teil der Anlage transportiert. Dort werden die organischen Bestandteile durch Mikroorganismen entweder in belüfteten Mieten, Reaktoren und/oder Hallen aerob (unter Luftzufuhr und damit Sauerstoffzufuhr) oder in geschlossenen, von der Außenluft abgeschlossenen Reaktoren anaerob (unter Luftabschluss) weiterbehandelt. Dabei findet eine deutliche Reduktion der organischen Substanz statt. Die Behandlung wird (in Deutschland) solange durchgeführt, bis ein bestimmter Grad des biologischen Abbaus erreicht wird.
6. Eine Schwer- bzw. Störstofffraktion wird direkt zu einer Müllverbrennungsanlage transportiert und verbrannt. Die resultierende Schlacke kann in Deutschland für den Straßenbau aufbereitet (gesiebt, entschrottet) oder deponiert werden.
7. Die angereicherte Leichtfraktion wird durch anschließende Nachbehandlungsschritte zu dem Brennstoff aufbereitet, der gemäß 17. BImSchV in die sogenannte Mitverbrennung der Zement-, Kalk- und Großkraftwerksindustrie gelangt. Diese Aufbereitung findet mit dem Ziel statt, einen verbrennungstechnisch hochwertigen und schwermetallarmen Ersatzbrennstoff (EBS) zu erzeugen. Hochwertig bedeutet hierbei eine Verbesserung des Heizwertes und der physikalischen Verbrennungseigenschaften (Wassergehalt, Korngrößen, Dichte, Flug- und Zündeigenschaften). Die bereits existierenden thermischen Anlagen und deren verbrennungstechnische Anforderungen diktieren dem vorgeschalteten Verfahren die anzuwendenden Aufbereitungstechnik: Brennstoffe für den Hauptbrenner eines Kraftwerkskessels oder Zementdrehrohrofens stellen andere Anforderungen an den Brennstoff, als z. B. ein Brennstoff, der in den Calcinator eines Drehrohrofens, in eine Wirbelschicht oder in eine Rostfeuerung gelangen soll.
8. Die biologisch behandelte Feinfraktion wird (in Deutschland) deponiert. Dabei muss sie bestimmte Eigenschaften (gesetzlich vorgeschriebener Parameter) einhalten. Das Hauptkriterium dabei ist die biologische Aktivität (Wie viel Deponiegas kann aus der behandelten Abfallfraktion noch entstehen? Wie viel organische Substanz kann noch mit dem Regenwasser aus diesem Material ausgewaschen werden?). Daraus kann auf die langfristige Wechselwirkung des biologisch vorbehandelten Materials mit der Umwelt und auf sein Gefährdungspotenzial geschlossen werden.

Hinsichtlich der technischen Ausstattung und Kombination der aufgeführten Hauptschritte gibt es viele Varianten von MBAs. Dabei reicht das Spektrum von einer einfachen mechanischen und biologischen Behandlung in offenen Systemen, z. B. auf der Oberfläche von Deponien (in vielen Ländern nicht genehmigungsfähig), bis hin zu hochkomplexen gegen die Umgebung weitestgehend geschlossenen Systemen (mit Fahrzeugschleusen, Hallen, Entlüftungseinrichtungen, geschlossenen Reaktoren etc.).
Die Ausstattung der MBA und damit der Aufgliederungsgrad der Stoffströme hängt von den anderen Komponenten des Abfallwirtschaftssystems ab (Abfallgebühren, Preise für Brennstoffe, Marktpreise für Brennstoffe und andere abgetrennte Fraktionen, gesetzliche Anforderungen, Lage des Standortes, Entfernung zu Nachbarn, Entfernung zur Deponie, Vorhandensein und Entfernung zu einer Verbrennungsanlage, persönliche Präferenzen der Entscheider etc.). Die wichtigste Rolle bei der Entscheidung für ein MBA-System spielt der Behandlungspreis pro Mg (Tonne) Hausmüll und die sich daraus ggf. ergebende Erhöhung der Entsorgungskosten insgesamt gegenüber einer reinen (nicht mehr zulässigen) Deponierung oder der Verbrennung des gesamten Abfallstroms in einer Müllverbrennungsanlage.
Bei einer Vollkostenbetrachtung der MBA müssen die Absatzkosten sämtlicher aufgegliederter Teilströme berücksichtigt werden. Somit schlagen, neben den reinen Behandlungskosten (variable und fixe Anlagenkosten), zusätzlich Transporte, Qualitätsüberwachung, Zuzahlung für die resultierenden Brennstofffraktionen (Vermarktungskosten), die Verbrennungskosten in der Müllverbrennung (Entsorgungskosten) und der gesetzeskonforme Betrieb der Deponie für das biologisch behandelte Deponat zu Buche.
Ansätze, diese Vollkosten durch Vermarktung von Schrott und andere werthaltige Fraktionen (z. B. Kunststoff, Papier, Holz) zu reduzieren, gelingen meist aus Qualitäts- und Absatzgründen nur bedingt.